# Руминьяви (вулкан)
Руминьяви (кечуа, исп. Rumiñahui), или Руминьяуи — неактивный вулкан в Эквадоре. Высота основной вершины вулкана составляет 4712 метров над уровнем моря. Вулкан назван по имени знаменитого военачальника империи инков Руминьяви, возглавлявшего сопротивление против испанцев. В переводе с кечуа, Руминьяви означает каменное лицо (англ. Stone face).

## Физико-географическая характеристика
Вулкан Руминьяви находится в Эквадоре, на границе провинций Пичинча и Котопахи. Руминьяви находится примерно в 40 километрах на юг от столицы Эквадора Кито. В 10 километрах на юго-восток от Руминьяви расположен вулкан Котопахи, самый высокий активный вулкан Эквадора (5911 метров над уровнем моря).
Выделяют три основных вершины вулкана: самая высокая Руминьяви Норте (или Руминьяви Северная, исп. Rumiñahui Norte) с высотой 4712 метров над уровнем моря, Руминьяви Сентраль (Руминьяви Центральная, исп. Rumiñahui Central) высотой 4631 метр, и Руминьяви Сур (Руминьяви Южная, исп. Rumiñahui Sur), 4696 метров над уровнем моря. Восточные склоны вершин спускаются к долинам, ведущим к вулкану Котопахи.
На вулкане Руминьяви отсутствует постоянный снежный покров, поэтому восхождение на вершины относительно несложное, и не требует специального снаряжения. Однако, ввиду того, что вулкан Руминьяви находится в непосредственной близости к более высокому Котопахи, последний пользуется большей популярностью. Восхождение на вершины вулкана Руминьяви считается хорошей акклиматизацией перед восхождением на более высокие вершины.
Вулкан Руминьяви расположен на территории национального парка Котопахи (исп. Parque Nacional Cotopaxi).

## Извержения вулкана
Точные данные об извержениях вулкана отсутствуют. Вулкан образовался на месте древней кальдеры, открытой на северо-запад. В настоящее время вулкан неактивен, и специальных наблюдений за ним не ведётся.